# 紀之
紀之（のりゆき）は、日本の男性声優。主にアダルトゲームに声をあてている。

## 出演作品

### ゲーム
- 穢翼のユースティア（ナダル・アトレイド[1]）
- オメルタ 〜沈黙の掟〜（宇賀神剣[2]）
  - オメルタ CODE:TYCOON（宇賀神剣[3]）
  - オメルタ 〜沈黙の掟〜 THE LEGACY (宇賀神剣[4])
- 越えざるは紅い花（ナラン）
- 冬桜抄-さくらがたり-（吹雪[5]）
- 祝福のカンパネラ（アバディーン・ローランド[6]）
  - 祝祭のカンパネラ! -la campanella di festività-（アバディーン・ローランド）
- 狩霊士 〜退魔は一日にして成らず〜 あなざ〜（シン（ネッケツ）/田所悟）
- トリック・オア・アリス（エリザベス[7]）
- Dolphin Divers（佐伯崇史[8]）
- 夏いろペンギン -The sunlight of the early summer to glitter to the blue sky-（高槻優二）
- ぴこぴこ 〜恋する気持の眠る場所〜（高見沢翔[9]）
- 比翼は愛薊の彼方へ〜連理の夢〜（恵珂[10]）
- ふたりはマイエンジェル☆（鳥井恭介[11]）
- PrismRhythm -プリズムリズム-（浅川京司[12]）
- 星の王女シリーズ
  - 星の王女 〜宇宙意識に目覚めた義経〜（金売り吉次[13]）
  - 星の王女 〜宇宙意識に目覚めた義経〜 18禁追加ディスク（金売り吉次[14]）
  - 星の王女 光のつばさ（紫堂一臣[15]）
  - 星の王女 光のつばさ 18禁追加ディスク（紫堂一臣[16]）
  - 星の王女3 〜天・地・人の創世記〜（ハルナ[17]）
  - 星の王女3 〜天・地・人の創世記〜 18禁追加ディスク（ハルナ[18]）
- 魔王を征服するための、666の方法（リーザ・ファルシェ(男)[19]）
- 夢見白書（雲村陽[20]）
  - 夢見白書 〜Second Dream〜（雲村陽[21]）
- 真剣で私に恋しなさい!A-1(武蔵文太[22])
- PrismRhythm -プリズムリズム-(浅川京司[23])
- おいらん乙女 ～淫れそめにし～（今枝 護[24])

### ドラマCD
- オメルタ 〜沈黙の掟〜（宇賀神剣）
  - Vol.3 橘編「キャンディー・ブラック・・マーケット[25]」
  - Vol.4 宇賀神編「湾岸トワイライトワルツ[26]」
- 狩霊士ドラマCD1 〜退魔はなんとなくなりゆきで〜（くだぎつね1号[27]）
- 冬桜抄-さくらがたり- アニメイトオリジナル特典 ドラマCD 吹雪編「名残」(吹雪[28])
- 越えざるは紅い花 アニメイト特典ドラマCD「淫らな甘露」(ナラン)
- その愛は病にいたる(間宮叶衛[29])
- ガールズセラピスト case.01(天岸雲英[30])
- 大人のメルヘンシリーズ　赤ずきんとオオカミさん～肉食系の彼～(オオカミ[31])
- もっとカレと一緒におふとんでイチャイチャごろごろするCD ～Midnight～(章[32])
- 密室トライアングル１ ～オフィス～(橘優弥[33])
- その愛は病にいたる～KANOE～(間宮叶衛[34])
- のちかれ４～小悪魔な後輩彼氏～(四辻緑[35])

### OVA
- トリック・オア・アリス（エリザベス）